# Izegem
Izegem és un municipi belga de la província de Flandes Occidental a la regió de Flandes.

## Seccions
| #   | Nom     | Superfície (km²) | Població |
| --- | ------- | ---------------- | -------- |
| I   | Izegem  | 14,88            |          |
| II  | Kachtem | 5,17             |          |
| III | Emelgem | 5,44             |          |

## Localització

Mapa d'Izegem

| - a. Ingelmunster - b. Lendelede - c. Sint-Eloois-Winkel (Ledegem) - d. Rumbeke (Roeselare) - e. Roeselare - f. Ardooie - g. Meulebeke |

## Personatges il·lustres
- Johan Bruyneel, ciclista.
- Nico Mattan, ciclista.

## Agermanaments
- Zlín